# Albert O. Hirschman
Albert Otto Hirschman (Berlino, 7 aprile 1915 – Ewing, 11 dicembre 2012) è stato un economista tedesco naturalizzato statunitense, autore di diversi libri di economia politica.

## Biografia
Nato Otto-Albert Hirschmann in una famiglia della borghesia ebraica di Berlino, figlio di Carl Hirschmann e Hedwig Marcuse e fratello di Ursula Hirschmann (che sarebbe divenuta moglie di Eugenio Colorni, e che, dopo la morte di quest'ultimo, avrebbe sposato Altiero Spinelli). Dopo essersi iscritto nel 1932 all'Università Humboldt di Berlino, studiò alla Sorbona (a Parigi), alla HEC Paris, alla London School of Economics (a Londra) e all'Università di Trieste, dove nel 1938 ottenne il dottorato in Economia. Successivamente Hirschman fu volontario combattente per la Repubblica Spagnola nella guerra civile spagnola. Dopo che la Francia si arrese ai nazisti, lavorò con Varian Fry per aiutare molti importanti artisti e intellettuali europei a rifugiarsi negli Stati Uniti d'America; Hirschman li fece fuoriuscire dalla Francia occupata in Spagna attraverso percorsi nei Pirenei e quindi in Portogallo.
Vincitore di una Rockefeller Fellowship presso l'Università della California (1941-1943), fu soldato nell'esercito statunitense (1943-1946), fu nominato capo della sezione Europa occidentale e Commonwealth Britannico del Federal Reserve Board (1946-1952), fu consigliere finanziario del "National Planning Board" della Colombia (1952-1954) e successivamente divenne consulente economico privato a Bogotà (1954-1956). In seguito ottenne varie cattedre di economia alla Yale University (1956-1958), alla Columbia University (1958-1964), alla Harvard University (1964-1974) e all'Institute for Advanced Study a Princeton (1974-2012). Nel 2007 il Social Science Research Council istituì un premio annuale Archiviato il 10 giugno 2016 in Internet Archive. in onore di Hirschman.

## Contributi
Il suo maggiore contributo è relativo alla disciplina dell'Economia dello sviluppo, analizzando tramite la teoria del doux commerce di Montesquieu.
In questo campo ha pubblicato nel 1958 The Strategy of Economic Development  [trad. it. La teoria dello sviluppo economico] in cui sviluppò la teoria della crescita squilibrata o unbalanced growth. Poiché i Paesi in via di sviluppo mancano di capacità decisionali, gli squilibri possono stimolarle e aiutare a smuovere risorse che necessitano di essere attivate: questo progresso dovuto all'iniziale squilibrio si diffonde successivamente al resto dell'economia attraverso effetti di connessione (linkage effects) che possono essere attivati attraverso meccanismi di mercato (connessioni a monte e a valle) ovvero attraverso effetti sociali o pubblici (connessioni di consumo e connessioni fiscali).
In molti altri contributi Hirschman mette in evidenza come lo sviluppo sia attivato da meccanismi non tipicamente "di mercato" (cfr. il rifiuto della "parsimonia" ovvero della massimizzazione dell'utilità individuale, l'esistenza di ostacoli allo sviluppo come meccanismo di innesco di un processo di crescita, il principio della mano che nasconde, ecc.) e come questo processo non sia lineare ma costellato da successi e fallimenti che si alternano ciclicamente.
Un altro campo d'indagine, che Hirschman esplorò successivamente, è relativo all'analisi delle relazioni tra comportamenti individuali (razionalità) e dinamiche sociali. 
In The Passions and the Interests: Political Arguments For Capitalism Before Its Triumph [trad. it. Le passioni e gli interessi. Argomenti politici in favore del capitalismo prima del suo trionfo] pone enfasi sulla crescente consapevolezza delle società europee settecentesche che né la religione, né la filosofia morale avrebbero potuto arginare gli effetti distruttivi delle passioni umane. Tale consapevolezza suggerì l'idea che l'interesse economico - così come formulato da Adam Smith e dagli economisti classici, vale a dire in base al quale il perseguimento di un interesse economico individuale avrebbe garantito il benessere sociale - fosse per l'appunto uno strumento "per porre un freno alle distruttive passioni degli uomini". 
In Exit, Voice, and Loyalty: Responses to Decline in Firms, Organizations, and States.  [trad. it. Lealtà, defezione e protesta. Rimedi alla crisi delle imprese, dei partiti e dello Stato] e in Shifting Involvements: Private Interest and Public Action [trad. it. Felicità privata e felicità pubblica] Hirschman affronta il tema delle relazioni tra dimensione individuale e dimensione sociale dell'agire. Nel primo saggio individua tre modalità attraverso le quali le due dimensioni si mettono in relazione: l'uscita è il tipico meccanismo di mercato in base al quale se il consumatore non è soddisfatto della qualità di un bene non lo acquista, uscendo di fatto dal mercato; la lealtà è invece un meccanismo tipico delle organizzazioni basate su legami fiduciari molto forti per cui, anche di fronte a qualità del servizio insoddisfacenti, il fruitore è in sostanza fidelizzato; la voce o protesta è infine la modalità attraverso cui il consumatore/fruitore insoddisfatto fa sapere a chi produce il bene o eroga il servizio che sono necessari miglioramenti se vuole evitare l'opzione "uscita". Nel secondo saggio Hirschman analizza i meccanismi per cui la "delusione" (deception) del consumatore si trasforma in azione collettiva e per cui il (l'eventuale successivo) fallimento delle azioni collettive rimette al centro della scena la dimensione "privata" dell'agire umano.
Infine, in The Rhetoric of Reaction  [trad. it. Retoriche dell'intransigenza. Perversità, futilità, messa a repentaglio] Hirschman analizza la retorica della "reazione" o del conservatorismo e, per contrasto, quella dei progressisti. Da un lato, i conservatori riterranno che il riformismo generi effetti perversi (l'effetto finale di una riforma è l'esatto contrario di ciò che la riforma voleva perseguire), futili (l'effetto finale di una riforma è nullo, non modicando la situazione pre-esistente) e/o pericolosi (l'effetto finale di una riforma è dannoso, nel senso che comporta una riduzione del benessere generale). D'altra parte, per i progressisti ogni riforma genererà effetti positivi e che aumentano il benessere generale. In definitiva, Hirschman invita a prendere coscienza del fatto che le riforme non sono "buone" o "cattive" a priori, ma siano stadi di un processo che può condurre ad un aumento/una diminuzione del benessere collettivo e che quindi devono essere programmate adeguatamente, in base sia alle esigenze della società che agli obiettivi che si ritengono desiderabili e che si intendono raggiungere.

## Opere
- 1945. National Power and the Structure of Foreign Trade 1980 expanded ed., Berkeley : University of California Press
- 1955. Colombia; highlights of a developing economy. Bogotá: Banco de la Republica Press.
- 1958. The Strategy of Economic Development. New Haven, Conn.: Yale University Press. ISBN 0-300-00559-8 [trad. it. La strategia dello sviluppo economico, Firenze, La Nuova Italia, 1968].
- 1961. Latin American issues; essays and comments , New York: Twentieth Century Fund [trad. it. Problemi dell'America Latina, Bologna, Il Mulino, 1962].
- 1963. Journeys toward Progress: studies of economic policy-making in Latin America. New York: Twentieth Century Fund
- 1967. Development Projects Observed. Washington, D.C.: The Brookings Institution [trad. it. Un'analisi critica di progetti realizzati nel Meridione e in Paesi del Terzo Mondo, Milano, Franco Angeli, 1975].
- 1970. Exit, Voice, and Loyalty: Responses to Decline in Firms, Organizations, and States. Cambridge, MA: Harvard University Press. ISBN 0-674-27660-4 (paper) [trad. it. Lealtà, defezione, protesta. Rimedi alla crisi delle imprese, dei partiti e dello Stato, Bompiani, 1982].
- 1971. A bias for hope : essays on development and Latin America. New Haven: Yale University Press.
- 1977. The Passions and the Interests: Political Arguments For Capitalism Before Its Triumph. Princeton, NJ: Princeton University Press. ISBN 0-691-01598-8 [trad. it.: Le passioni e gli interessi. Argomenti politici in favore del capitalismo prima del suo trionfo, Milano, Feltrinelli, 2011]
- 1981. Essays in trespassing: economics to politics and beyond. Cambridge (Eng.); New York: Cambridge University Press.
- 1982. Shifting involvements: private interest and public action. Princeton, N.J.: Princeton University Press [trad. it. Felicità privata e felicità pubblica, Bologna, Il Mulino, 1983].
- 1984. Getting ahead collectively: grassroots experiences in Latin America (with photographs by Mitchell Denburg). New York: Pergamon Press
- 1986. Rival views of market society and other recent essays. New York: Viking.
- 1991. The Rhetoric of Reaction: Perversity, Futility, Jeopardy. Cambridge, MA: The Belknap Press of Harvard University Press. ISBN 0-674-76867-1 (cloth) and ISBN 0-674-76868-X (paper) [trad. it. Retoriche dell'intransigenza. Perversità, futilità, messa a repentaglio, Bologna, Il Mulino, 1991].
- 1995. A propensity to self-subversion. Cambridge, Mass.: Harvard University Press [trad. it. Autosovversione, Bologna, Il Mulino, 1995].
- 1998. Crossing boundaries: selected writings. New York: Zone Books; Cambridge, Mass.: Distributed by the MIT Press [trad. it. Passaggi di frontiera. I luoghi e le idee di un percorso di vita, Roma, Donzelli Editore, 1994].

## Selezione di alcuni articoli di Hirschman
- "On Measures of Dispersion for a Finite Distribution", Journal of the American Statistical Association 38, no. 223 (September 1943): 346-352.
- "The Commodity Structure of World Trade", The Quarterly Journal of Economics 57, no. 4 (August 1943): 565-595.
- "Devaluation and the Trade Balance: A Note", The Review of Economics and Statistics 31, no. 1 (February 1949): 50-53.
- "Negotiations and the Issues", The Review of Economics and Statistics 33, no. 1 (February 1951): 49-55.
- "Types of Convertibility", The Review of Economics and Statistics 33, no. 1 (February 1951): 60-62.
- "Currency Appreciation as an Anti-Inflationary Device: Further Comment", The Quarterly Journal of Economics 66, no. 1 (February 1952): 117-120.
- "Economic Policy in Underdeveloped Countries", Economic Development and Cultural Change 5, no. 4 (July 1957): 362-370.
- "Investment Policies and 'Dualism' in Underdeveloped Countries", The American Economic Review 47, no. 5 (September 1957): 550-570.
- "Invitation to Theorizing about the Dollar Glut", The Review of Economics and Statistics 42, no. 1 (February 1960): 100-102.
- "The Commodity Structure of World Trade: Reply", The Quarterly Journal of Economics 75, no. 1 (February 1961): 165-166.
- "Models of Reformmongering", The Quarterly Journal of Economics 77, no. 2 (May 1963): 236-257.
- "Obstacles to Development: A Classification and a Quasi-Vanishing Act", Economic Development and Cultural Change 13, no. 4 (July 1965): 385-393.
- "The Political Economy of Import-Substituting Industrialization in Latin America", The Quarterly Journal of Economics 82, no. 1 (February 1968): 1-32.
- "Underdevelopment, Obstacles to the Perception of Change, and Leadership", Daedalus 97, no. 3 (Summer 1968): 925-937.
- "An Alternative Explanation of Contemporary Harriednes", The Quarterly Journal of Economics 87, no. 4 (November 1973): 634-637.
- "Beyond Asymmetry: Critical Notes on Myself as a Young Man and on Some Other Old Friends", International Organization 32, no. 1 (Winter 1978): 45-50.
- "Exit, Voice, and the State", World Politics 31, no. 1 (October 1978): 90-107.
- "'Exit, Voice, and Loyalty': Further Reflections and a Survey of Recent Contributions", The Milbank Memorial Fund Quarterly. Health and Society 58, no. 3 (Summer 1980): 430-453.
- "Rival Interpretations of Market Society: Civilizing, Destructive, or Feeble?", Journal of Economic Literature 20, no. 4 (December 1982): 1463-1484.
- "Against Parsimony: Three Easy Ways of Complicating Some Categories of Economic Discourse", Bulletin of the American Academy of Arts and Sciences 37, no. 8 (May 1984): 11-28.
- "Against Parsimony: Three Easy Ways of Complicating Some Categories of Economic Discourse", American Economic Review 72, no. 2 (1984): 89-96
- "University Activities Abroad and Human Rights Violations: Exit, Voice, or Business as Usual", Human Rights Quarterly 6, no. 1 (February 1984): 21-26.
- "The Political Economy of Latin American Development: Seven Exercises in Retrospection", Latin American Research Review 22, no. 3 (1987): 7-36.
- "Exit, Voice, and the Fate of the German Democratic Republic: An Essay in Conceptual History", World Politics 45, no. 2 (January 1993): 173-202.
- "Social Conflicts as Pillars of Democratic Market Society", Political Theory 22, no. 2 (May 1994): 203-218.

## Articoli fondamentali
- Shu-Yun Ma. The Exit, Voice, and Struggle to Return of Chinese Political Exiles, Pacific Affairs. Vol. 66, No. 3. (Autumn 1993) pp. 368–385.
- Michael Laver. Exit, Voice, and Loyalty revisited: The Strategic Production and Consumption of Public and Private Goods, British Journal of Political Science. Vol. 6. (Oct. 1976). pp. 463–482.